# Kosmos 2001
Kosmos 2001, sovjetski satelit sustava upozorenja o raketnom napadu iz programa Kosmos. Vrste je Oko (US-K; Oko br. 6048).
Lansiran je 14. veljače 1989. godine u 04:21 s kozmodroma Pljesecka, s mjesta 43/3. Lansiran je u visoku orbitu oko planeta Zemlje raketom nosačem Molnija-M 8K78M Blok 2BL. Orbita mu je bila 670 km u perigeju i 39.689 km u apogeju. Orbitna inklinacija mu je bila 62,84°. Spacetrackov kataloški broj je 19796. COSPARova oznaka je 1989-011A. Zemlju je obilazio u 717,86 minuta. Bio je mase 1900 kg.
Vratio se iz orbite u atmosferu 22. rujna 2008. godine. Preostali dijelovi iz misije vratili su se u atmosferu iz niske orbite, a blok 2BL ostao je kružiti u visokoj orbiti.

## Vanjske poveznice
- N2YO.com Search Satellite Database (engl.)
- Celes Trak SATCAT Format Documentation (engl.)